# Iceberg B-15

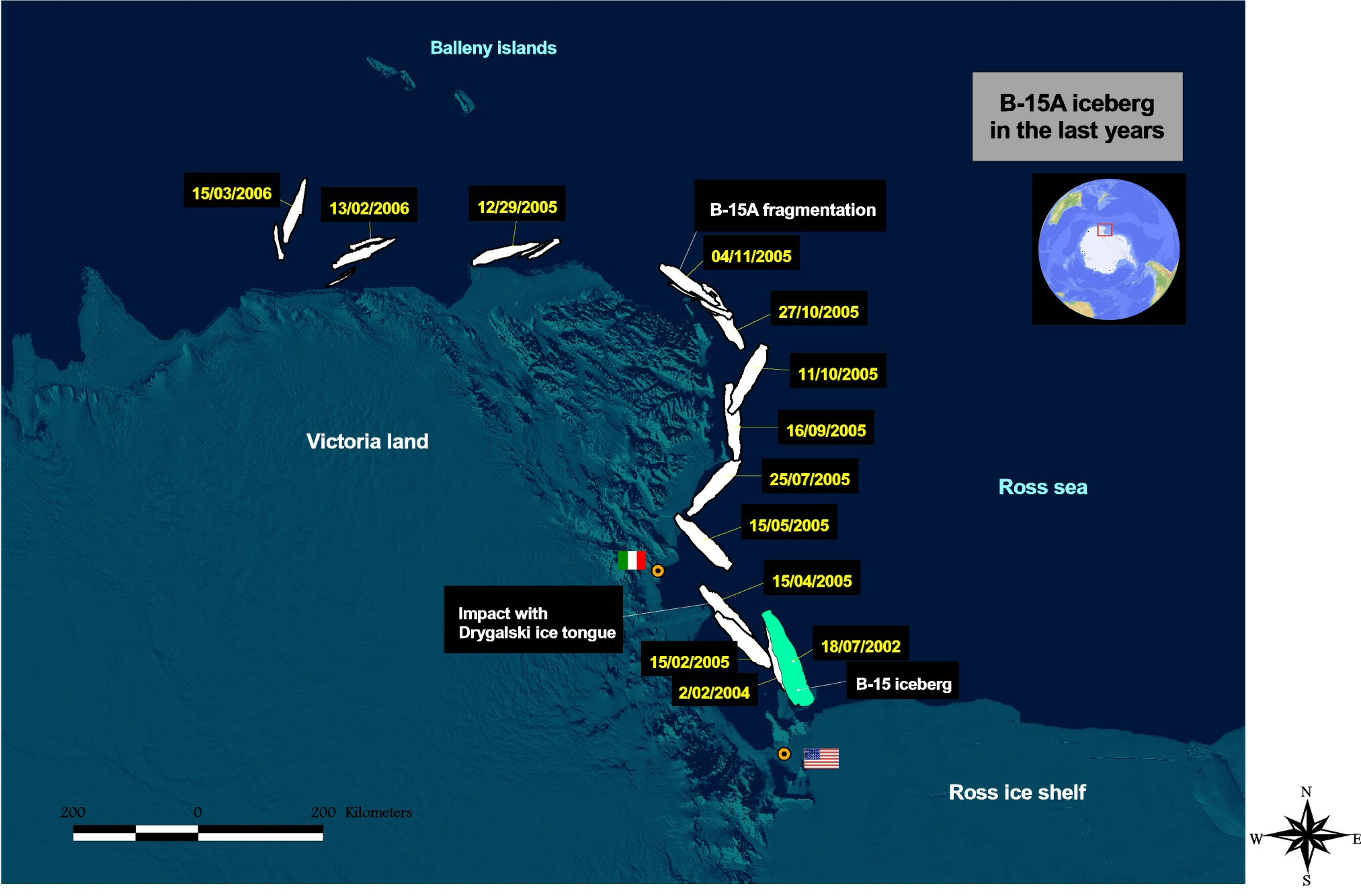
Percurso do Iceberg B-15 durante o mês de março.

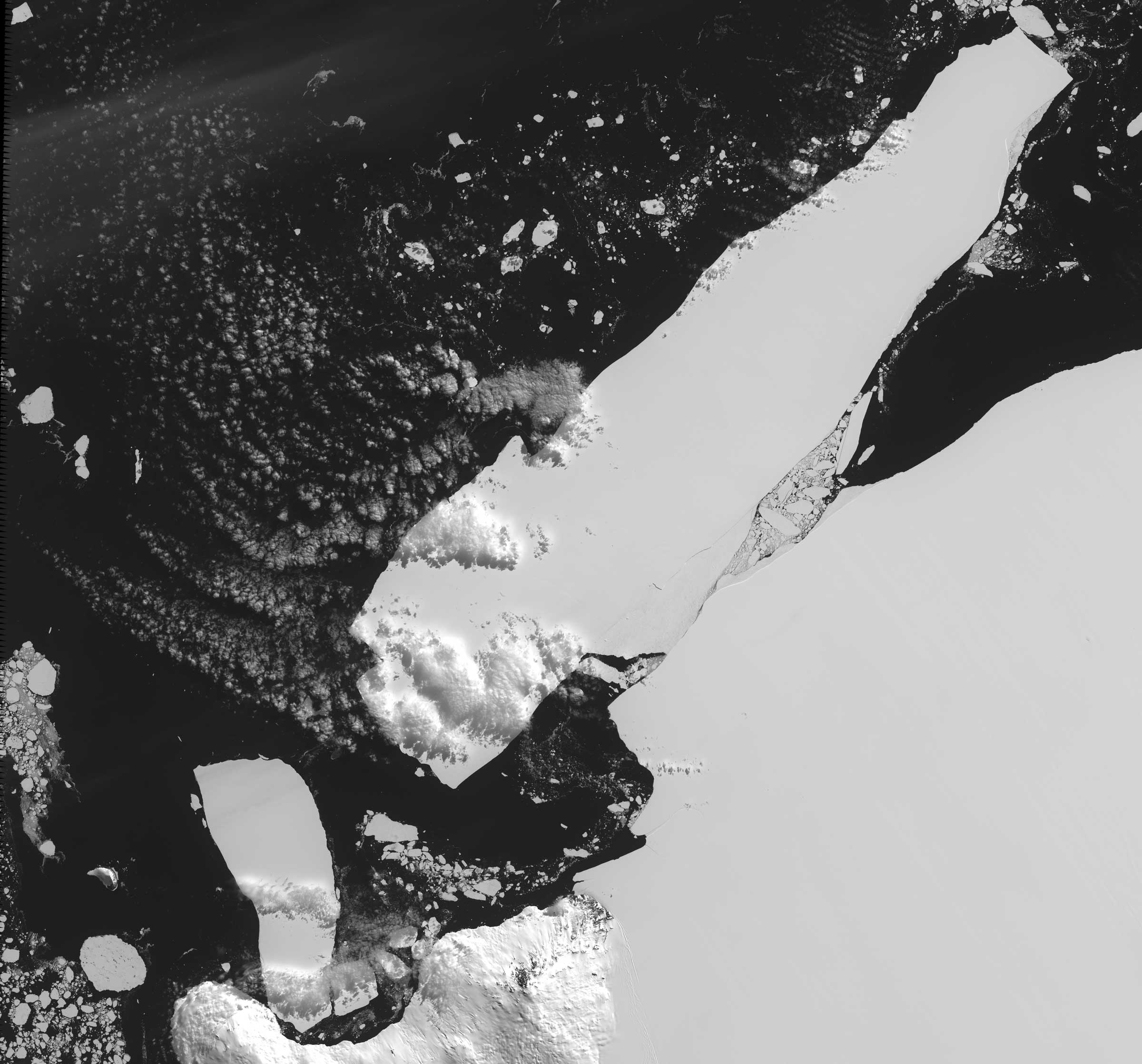
Iceberg B-15 visto do espaço.

O Iceberg B-15 foi o maior iceberg registrado no mundo. Com uma área de mais de 11.000 km², ele era maior que a ilha da Jamaica.
O iceberg partiu da Placa de gelo no Mar de Ross, em março de 2000, B-15 rompeu-se em vários fragmentos em 2000, 2002 e 2003, o maior deles, B-15A, era o maior objeto livre flutuante do mundo com 27 x 122 km (17 x 76 milhas), com uma área de 3.100 km² (1.200 mi², aproximadamente o tamanho de Luxemburgo). Em novembro de 2003, depois da separação do iceberg B-15J, B-15A dirigiu-se para fora da Ilha de Ross no início das águas do Mar de Ross. 
Em 10 de abril de 2005, B-15A chocou-se contra a bacia de gelo Drygalski, uma projeção do rápido movimento da Geleira David que flui através da região costeira e montanhosa da Terra Victória, antes em 8 km² (3 mi²) da secção da bacia de gelo. Essa colisão com a bacia Drygalski, forçou um redesenhamento dos mapas da Antártida.

## Artigo relacionado
- Iceberg B-9

## Galeria

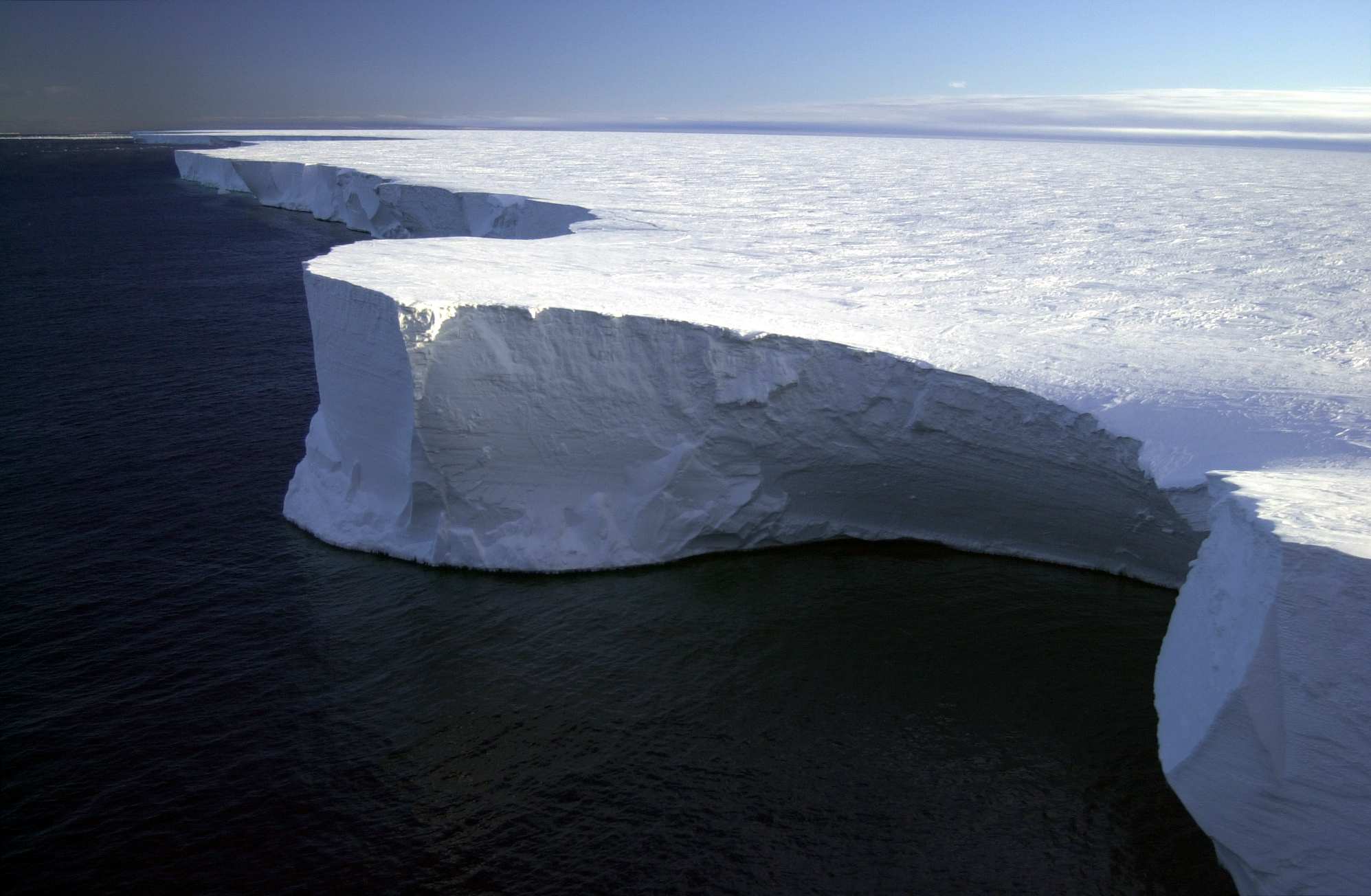
Vista do Iceberg B-15
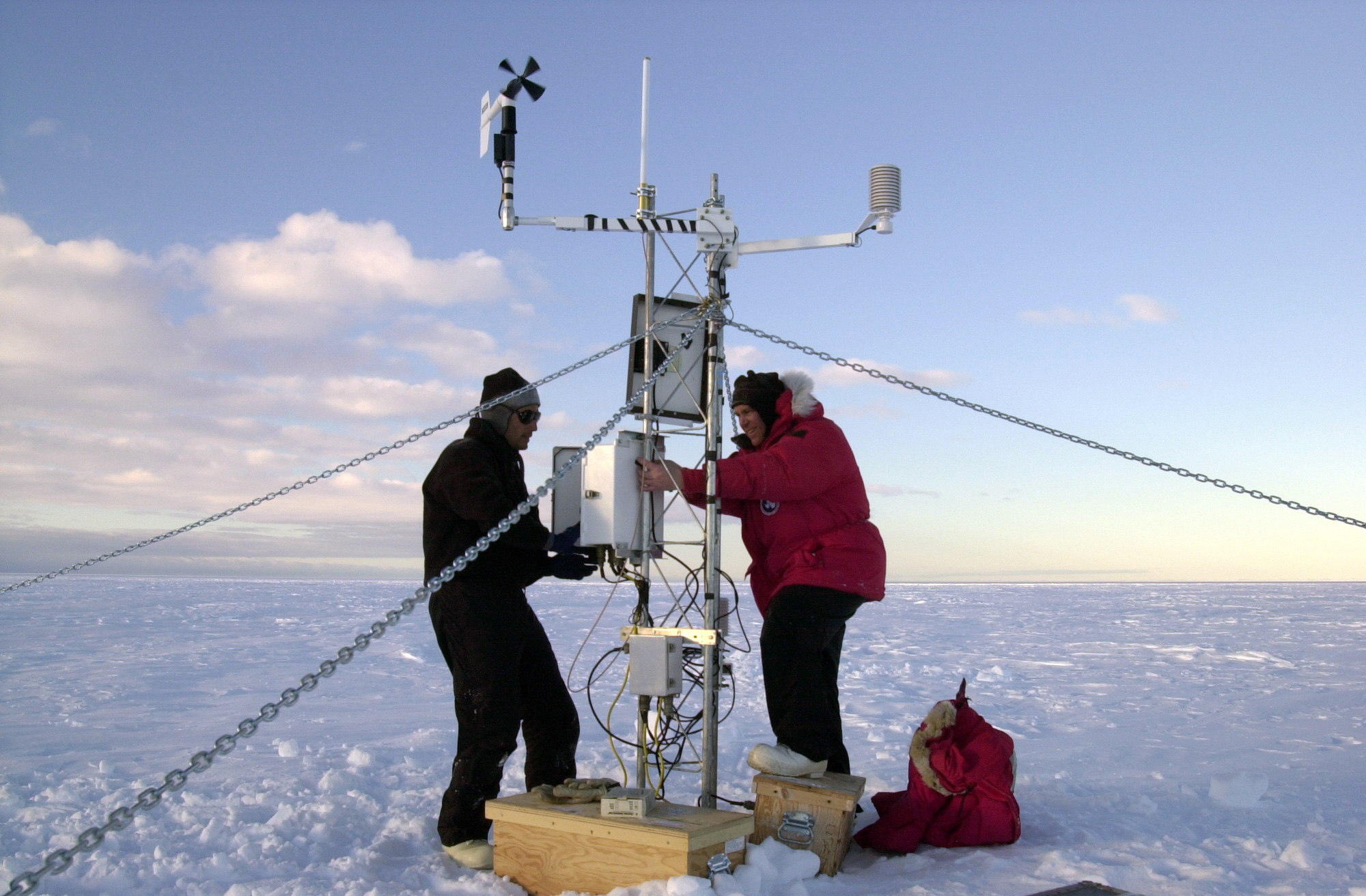
Estudos sobre o iceberg

## Relações externas
- Monitoramente do satélite da ESA
- Fotos de 3 viagens para icebergs